# کپلام کراپفلد
کپلام کراپفلد (به آلمانی: Kappel am Krappfeld) یک منطقهٔ مسکونی در اتریش است که در Sankt Veit an der Glan District واقع شده‌است. کپلام کراپفلد ۲٬۰۲۳ نفر جمعیت دارد.